# Johann Georg Hargasser
Johann Georg Hargasser (* 1785 in Mühldorf am Inn; † 22. August 1824 in Berchtesgaden) war ein Pharmazeut und Botaniker.

## Leben
Johann Georg Hargasser wurde in Mühldorf am Inn geboren und vollendete in Salzburg sechs Gymnasialjahre. Er erlernte den Beruf des Apothekers in Landau und vervollständigte sein Wissen in Salzburg, in Innsbruck und München. Ab 1821 studierte er Pharmazie in Landshut. Seine Liebe galt aber auch der Botanik, welcher er neben seinem Beruf nachging. Er bereiste das südliche Tirol, kam nach Verona und erforschte auch die Umgebung des Großglockners.
In Salzburg war er in der Hofapotheke beschäftigt und nutzte seine freie Zeit für botanische Forschungen.

## Tod
Am 21. August 1824 verließ Hargasser Salzburg und ging über Hallein nach Dürrnberg, wo er nächtigte. Am Sonntagmorgen stieg er mit dem Führer auf den Eckerfirst, mit dem Vorhaben, am Hohen Göll botanische Forschungen zu machen. Oberhalb der Ofneralm schickte er den Führer um Pflanzen, dieser fand bei seiner Rückkunft Hargasser aber nicht mehr am ursprünglichen Platz. Die Rufe und das Suchen waren vergebens, kein Lebenszeichen kam. Der Führer musste bei einfallendem Nebel und einbrechender Dunkelheit absteigen.
Am folgenden Donnerstag stiegen 8 Bergknappen aus Dürrnberg und 4 aus Berchtesgaden auf, mussten aber wegen der schlechten Witterung erfolglos absteigen. Am nächsten Tag fanden die vier Dürrnberger mit dem Führer den Leichnam des abgestürzten Hargassers in den Ofnersanden.
Am Samstag wurde Hargasser in Berchtesgaden zu Grabe getragen.
Am 22. Mai 1825, dem Pfingstsonntag, kamen die Freunde Hargassers nach Berchtesgaden um eine Totenfeier zu halten. Auf seinem Grab wurde ein Fels errichtet, ein Eisenkreuz mit Lorbeergirlande und eine geschmückte Marmorplatte daran befestigt.

## Leistungen
Neben seinem fundierten pharmazeutischen Wissen war es vor allem die Botanik, mit welcher er in seiner Zeit zu den sehr aktiven Forschern zählte. Seine Reise im August und September 1821 von München über Innsbruck nach Bozen und zum Großglockner brachte interessante Ergebnisse.

## Werke
Durch seinen frühen Tod war es ihm nicht mehr vergönnt, eine Veröffentlichung zu machen. Dies besorgte der Botaniker August Emanuel Fürnrohr (1804–1861) nach seinem Tod.